# Sojoez MS-24
Sojoez MS-24 (Russisch: Союз МС-24) is een ruimtevlucht uitgevoerd door het Russische ruimtestaatsbedrijf Roskosmos naar het Internationaal ruimtestation ISS. Het is de 152ste vlucht van een Sojoez-capsule en de  vierentwintigste van het type Sojoez MS.

## Bemanning
De oorspronkelijke drie Russische bemanningsleden voor deze missie werden in mei 2021 geselecteerd. De Amerikaanse astronaut Loral O'Hara verving Andrej Fedjajev als onderdeel van het Sojoez-Dragon crew swap-systeem waarbij ten minste één NASA-astronaut en één Roscosmos-kosmonaut op elk van de rotatiemissies van de bemanning werden gehouden. Dit zorgt ervoor dat beide landen aanwezig zijn op het station en de mogelijkheid hebben om hun afzonderlijke systemen te behouden als Sojoez- of commerciële bemanningsvoertuigen voor een langere periode aan de grond staan. Andrej Fedjajev vloog in maart 2023 met SpaceX Crew-6 naar het Internationale ruimtestation (ISS). 
De bemanning was oorspronkelijk toegewezen aan de Sojoez MS-23-missie maar werd verplaatst naar MS-24 vanwege problemen met de capsule van Sojoez MS-22 waardoor MS-23 zonder bemanning als reddingsmissie werd gelanceerd.
| Positie           | Ruimtevaarder lancering                   | Ruimtevaarder terugkeer             |
| ----------------- | ----------------------------------------- | ----------------------------------- |
| Commandant        | Oleg Kononenko, Roskosmos 5e ruimtevlucht | Oleg Novitski 4e ruimtevlucht       |
| Flight Engineer 1 | Nikolaj Tsjoeb, Roskosmos 1e ruimtevlucht | Marina Vasilevskaja 1e ruimtevlucht |
| Flight Engineer 2 | Loral O'Hara, NASA 1e ruimtevlucht        | Loral O'Hara 1e ruimtevlucht        |

### Reservebemanning
| Positie           | Ruimtevaarder                |
| ----------------- | ---------------------------- |
| Commandant        | Aleksej Ovtsjinin, Roskosmos |
| Flight Engineer 1 | -                            |
| Flight Engineer 2 | Tracy Caldwell Dyson, NASA   |

## Lancering
Sojoez MS-24 werd op 15 september 2023, 15.44 GMT, gelanceerd vanaf Kosmodroom Bajkonoer in Kazachstan. Na een vlucht van drie uur en negen minuten arriveerde de ruimtecapsule met de drie astronauten bij het internationale ruimtestation. Oleg Kononenko en Nikolaj Tsjoeb zullen een jaar aan boord van het ruimtestation verblijven. Loral O'Hara zal na zes maanden terugkeren naar de Aarde.

## Landing
Met het vertrek van Sojoez MS-24 bij het internationale ruimtestation kwam tevens een einde aan ISS-Expeditie 70. De landing vond plaats op 6 april 2024 om 07.17 GMT op de steppe van Kazachstan in de nabijheid van Karaganda.
Aan boord van de capsule waren NASA-astronaut Loral O'Hara, Roskosmos-kosmonaut Oleg Novitski en ruimtevlucht deelnemer Marina Vasilevskaja uit Wit-Rusland. O'Hara verbleef 203 dagen in het internationale ruimtestation, Novitskiy en Vasilevskaja keerden na 13 dagen terug. 
Sojoez MS-25, die Vasilevskaja, Novitski en Tracy Caldwell Dyson op 23 maart 2024 naar een baan om de aarde bracht is nog steeds gekoppeld aan het ISS en zal in het najaar van 2024 terugkeren naar de Aarde.